# Сборная Боснии и Герцеговины по мини-футболу
Национальная сборная Боснии и Герцеговины по мини-футболу представляет Боснию и Герцеговину на международных соревнованиях по мини-футболу.
Сборная Боснии и Герцеговины ни разу не квалифицировалась в финальные стадии чемпионатов мира и Европы, однако достигала локальных успехов в ходе этих отборов. Дважды (в 2004 и 2008 годах) боснийцы выходили в плей-офф отбора на чемпионат мира. Причём в 2004 году на групповом этапе они выбили из турнира сборную России по мини-футболу, обыграв её в очной встрече со счётом 3:2.

## Турнирные достижения

### Чемпионат мира по мини-футболу
- 1989 — 1996 — не участвовала
- 2000 — 2021 — не квалифицировалась

### Чемпионат Европы по мини-футболу
- 1996 — не участвовала
- 1999 — 2018 — не квалифицировалась
- 2022 — групповой этап